# Arne Håkansson
Lars Arne Håkansson, född 31 december 1932 i Lunds stadsförsamling i Malmöhus län, är en svensk militär.

## Biografi
Håkansson avlade officersexamen vid Krigsskolan 1957 och utnämndes samma år till fänrik i armén. Han befordrades till ryttmästare vid Livregementets husarer 1965. Han befordrades 1971 till major i Generalstabskåren och erhöll samma år tjänst som detaljchef vid Arméstaben. År 1973 befordrades han till överstelöjtnant i Generalstabskåren, varefter han tjänstgjorde vid staben i Södra militärområdet från 1973. Han utnämndes 1977 till överstelöjtnant med särskild tjänsteställning och tjänstgjorde vid Försvarsstaben 1977–1979. Han tjänstgjorde åter vid Livregementets husarer från 1979, befordrades till överste 1980 och var chef för regementet 1980–1983. År 1983 befordrades han till överste av första graden, varefter han var chef för Utbildnings- och personalsektionen vid staben i Södra militärområdet 1983–1989.